# Reise & Preise
REISE & PREISE ist eines der größten deutschen Reisemagazine, das vierteljährlich in Deutschland, Österreich und in der Schweiz erscheint. Es enthält Service- und Testberichte zum Thema Fliegen, Länderspecials  und Reisereportagen. REISE & PREISE existiert seit 1987.

## Der Inhalt
Bebilderte Länder-Specials, Reisereportagen, Servicebeiträge und sogenannte Insidertipps sollen Reiseträume wecken und bieten ein Umfeld für Werbebotschaften. Das Magazin REISE & PREISE richtet sich an anspruchsvolle Individual- und Pauschalreisende, die sich ihren Urlaub viel Geld kosten lassen.

## Die Leser
64 Prozent der Leser sind männlich. Der Altersdurchschnitt lag bei der letzten Leserbefragung bei 50,4 Jahren. Die Leser des Magazins REISE & PREISE verfügen mit 3715 Euro pro Monat über ein überdurchschnittliches Haushalts-Nettoeinkommen (das durchschnittliche Einkommen in Deutschland - Stat. Bundesamt 2015 -  betrug 2706 Euro).
REISE & PREISE wird je Ausgabe von durchschnittlich 11,1 Lesern genutzt. Das entspricht einer Reichweite von über 750.000 Lesern.
Die Leser unternehmen im Durchschnitt 3,8 Reisen pro Jahr, davon 1,8 Kurzreisen. Die Hauptreise dauert 20,7 Tage. Im Bundesdurchschnitt dauern Auslands-Urlaubsreisen 12,8 Tage. 89 Prozent der Leser verreisen mit dem Flugzeug. Pro Haupt-Urlaubsreise geben die Leser durchschnittlich 2713 Euro aus. 15 Prozent lassen sich die schönsten Wochen des Jahres mehr als 4000 Euro kosten. Die durchschnittlichen Reiseausgaben der Deutschen lagen bei 983 Euro (gemäß Reiseanalyse 2016, für Reisen ab 5 Tagen).